# MOŠK Jedinstvo Mostar
Muslimanski omladinski športski klub Jedinstvo Mostar  bio je bosanskohercegovački nogometni klub iz Mostara.
Osnovan je 1930. spajanjem klubova MOŠK i ŠK Vuk. Značajan broj igrača Veleža prešao je u redove Jedinstva nakon što je Velež zabranjen 3. rujna 1940. Smatra se da je Jedinstvo prestalo s radom 1944.